# Rikuzentakata, Iwate
Rikuzentakata (陸前高田市  Rikuzentakata-shi) là một thành phố thuộc tỉnh Iwate, Nhật Bản. Tính đến ngày 31 tháng 3 năm 2020, dân số ước tính khoảng 19.062 người và mật độ dân số là 82 người/km² trong tổng số 7.593 hộ gia đình. Tổng diện tích của thành phố là 231,94 km².

## Lịch sử
Thành phố Rikuzentakata ngày nay là một phần của tỉnh Mutsu cổ đại và đã có người định cư ít nhất là từ thời kỳ Jōmon, là nơi sinh sống của người Emishi và nằm dưới sự kiểm soát của triều đại Yamato trong thời kỳ Heian. Trong thời kỳ Chiến Quốc, khu vực này bị thống trị bởi nhiều gia tộc samurai trước khi nằm dưới sự kiểm soát của gia tộc Date trong thời kỳ Edo, những người cai trị vùng Sendai dưới thời Mạc phủ Tokugawa.
Các thị trấn Kesen, Takata được thành lập trong quận Kesen vào ngày 1 tháng 4 năm 1889 với việc thành lập hệ thống đô thị hiện đại. Khu vực này đã bị tàn phá bởi hai trận động đất năm 1886 và 1933. Kesen, Takata sáp nhập với thị trấn lân cận Hirota và các làng Otomo, Takekoma, Yokota và Yonezaki vào ngày 1 tháng 1 năm 1955 để thành lập thành phố Rikuzentakata.

## Địa lý

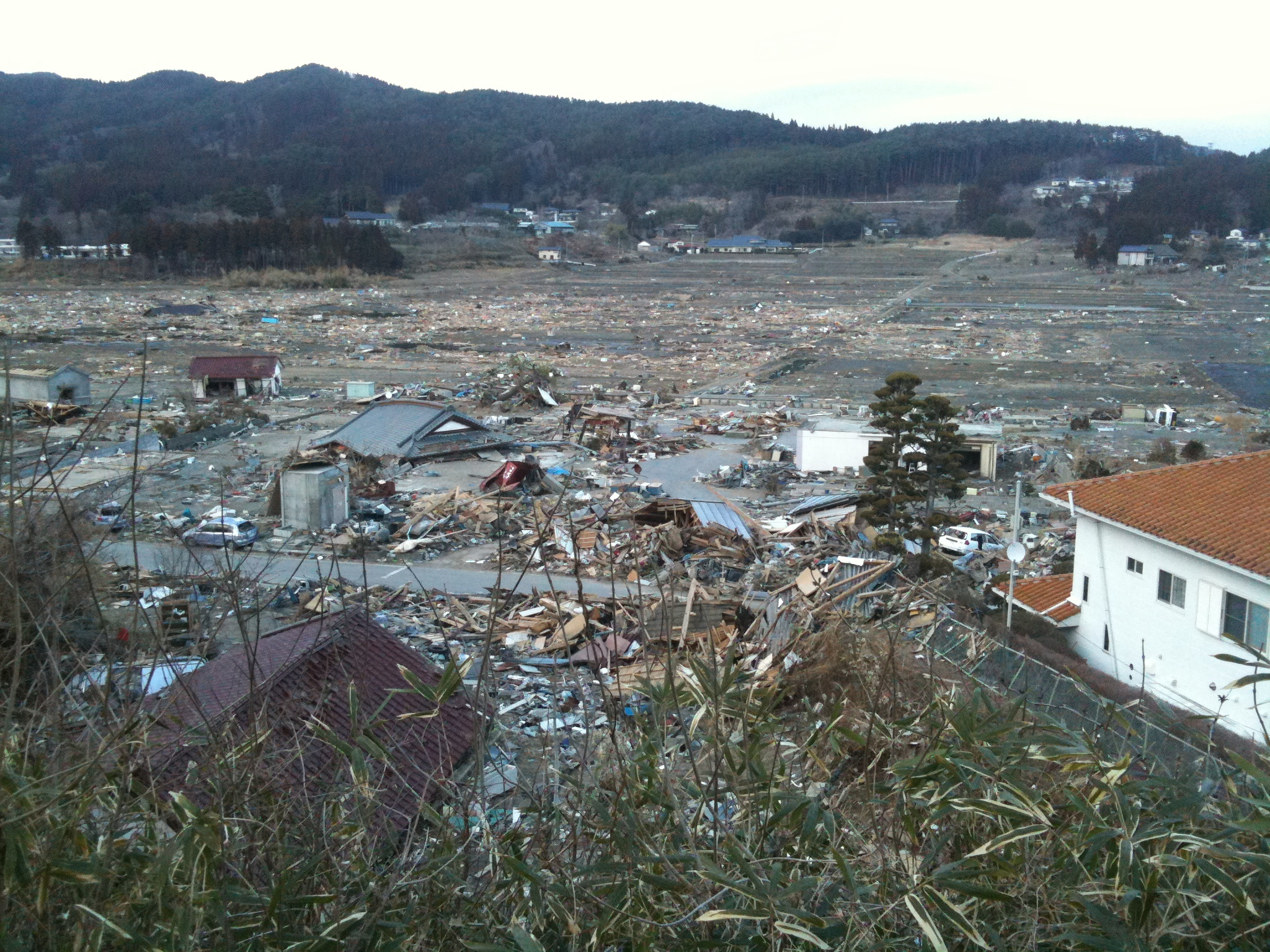
Thành phố Rikuzentakata sau trận Động đất và sóng thần Tōhoku 2011

Rikuzentakata nằm ở phía Đông Nam tỉnh Iwate, giáp Thái Bình Dương về phía đông. Trước đây, thành phố có Hồ Furukawanuma nhưng nó đã bị phá hủy sau Động đất và sóng thần Tōhoku 2011. Các phần của khu vực ven biển của thành phố nằm trong ranh giới của Vườn quốc gia Sanriku Fukkō.

### Khí hậu
Rikuzentakata có khí hậu ẩm ướt, mùa hè ấm áp và mùa đông lạnh giá. Nhiệt độ trung bình hàng năm là 11,1 °C. Lượng mưa trung bình hàng năm là 1.343 mm. Nhiệt độ trung bình cao nhất vào tháng 8, vào khoảng 23,7 °C và thấp nhất vào tháng 1, vào khoảng -3 °C.
| Dữ liệu khí hậu của Rikuzentakata        | Dữ liệu khí hậu của Rikuzentakata | Dữ liệu khí hậu của Rikuzentakata | Dữ liệu khí hậu của Rikuzentakata | Dữ liệu khí hậu của Rikuzentakata | Dữ liệu khí hậu của Rikuzentakata | Dữ liệu khí hậu của Rikuzentakata | Dữ liệu khí hậu của Rikuzentakata | Dữ liệu khí hậu của Rikuzentakata | Dữ liệu khí hậu của Rikuzentakata | Dữ liệu khí hậu của Rikuzentakata | Dữ liệu khí hậu của Rikuzentakata | Dữ liệu khí hậu của Rikuzentakata | Dữ liệu khí hậu của Rikuzentakata |
| Tháng                                    | 1                                 | 2                                 | 3                                 | 4                                 | 5                                 | 6                                 | 7                                 | 8                                 | 9                                 | 10                                | 11                                | 12                                | Năm                               |
| ---------------------------------------- | --------------------------------- | --------------------------------- | --------------------------------- | --------------------------------- | --------------------------------- | --------------------------------- | --------------------------------- | --------------------------------- | --------------------------------- | --------------------------------- | --------------------------------- | --------------------------------- | --------------------------------- |
| Cao kỉ lục °C (°F)                       | 12.8 (55.0)                       | 17.6 (63.7)                       | 23.5 (74.3)                       | 29.4 (84.9)                       | 34.4 (93.9)                       | 32.8 (91.0)                       | 36.8 (98.2)                       | 36.0 (96.8)                       | 32.2 (90.0)                       | 28.0 (82.4)                       | 21.4 (70.5)                       | 18.5 (65.3)                       | 36.8 (98.2)                       |
| Trung bình ngày tối đa °C (°F)           | 4.2 (39.6)                        | 5.2 (41.4)                        | 9.9 (49.8)                        | 14.6 (58.3)                       | 20.1 (68.2)                       | 22.4 (72.3)                       | 25.9 (78.6)                       | 27.9 (82.2)                       | 24.9 (76.8)                       | 19.2 (66.6)                       | 13.2 (55.8)                       | 6.7 (44.1)                        | 16.2 (61.1)                       |
| Trung bình ngày °C (°F)                  | 0.4 (32.7)                        | 0.8 (33.4)                        | 4.7 (40.5)                        | 9.3 (48.7)                        | 14.8 (58.6)                       | 18.0 (64.4)                       | 21.9 (71.4)                       | 23.7 (74.7)                       | 20.3 (68.5)                       | 14.2 (57.6)                       | 8.1 (46.6)                        | 2.6 (36.7)                        | 11.6 (52.8)                       |
| Tối thiểu trung bình ngày °C (°F)        | −3.0 (26.6)                       | −3.0 (26.6)                       | 0.1 (32.2)                        | 4.4 (39.9)                        | 10.2 (50.4)                       | 14.5 (58.1)                       | 19.0 (66.2)                       | 20.6 (69.1)                       | 16.7 (62.1)                       | 9.8 (49.6)                        | 3.7 (38.7)                        | −0.9 (30.4)                       | 7.7 (45.8)                        |
| Thấp kỉ lục °C (°F)                      | −10.6 (12.9)                      | −11.0 (12.2)                      | −5.6 (21.9)                       | −3.0 (26.6)                       | 0.7 (33.3)                        | 7.2 (45.0)                        | 14.3 (57.7)                       | 12.7 (54.9)                       | 7.4 (45.3)                        | 1.5 (34.7)                        | −3.2 (26.2)                       | −6.2 (20.8)                       | −11.0 (12.2)                      |
| Lượng Giáng thủy trung bình mm (inches)  | 33.3 (1.31)                       | 34.3 (1.35)                       | 98.2 (3.87)                       | 123.7 (4.87)                      | 113.3 (4.46)                      | 137.9 (5.43)                      | 170.5 (6.71)                      | 167.1 (6.58)                      | 180.3 (7.10)                      | 161.0 (6.34)                      | 69.1 (2.72)                       | 51.5 (2.03)                       | 1.350,9 (53.19)                   |
| Số ngày giáng thủy trung bình (≥ 1.0 mm) | 4.8                               | 5.4                               | 7.0                               | 8.3                               | 9.2                               | 10.2                              | 12.6                              | 12.6                              | 11.1                              | 8.7                               | 6.4                               | 6.6                               | 102.9                             |
| Nguồn: JMA                               |                                   |                                   |                                   |                                   |                                   |                                   |                                   |                                   |                                   |                                   |                                   |                                   |                                   |

## Dân số
Theo dữ liệu điều tra dân số của Nhật Bản, dân số của thành phố Rikuzentakata đạt đỉnh vào những năm 1950 và đã giảm dần trong hơn 70 năm qua.

## Kinh tế
Kinh tế Rikuzentakata chủ yếu dựa vào đánh bắt cá và chế biến thực phẩm. Tính đến năm 2011, nuôi hàu đã tạo ra doanh thu hàng năm khoảng 40 triệu Yên.

## Giáo dục
Thành phố Rikuzentakata có tám trường tiểu học, hai trường trung học cơ sở công lập do chính quyền thành phố điều hành và một trường trung học công lập do Hội đồng Giáo dục Tỉnh Iwate điều hành. Ngoài ra, thành phố còn có một trường trung học tư thục.

## Giao thông

### Đường sắt
Công ty Đường sắt Đông Nhật Bản (JR East) - Tuyến Ōfunato (các dịch vụ bị đình chỉ vô thời hạn và được thay thế bằng xe buýt nhanh).
- Rikuzen-Yahagi - Takekoma - Rikuzen-Takata - Wakinosawa - Otomo

### Đường cao tốc
- Sanriku Expressway
- Quốc lộ 45
- Quốc lộ 340
- Quốc lộ 343

## Nhân vật nổi tiếng
- Naoya Hatakeyama: nhiếp ảnh gia
- Toru Kikawada: chính khách
- Hiroaki Murakami: diễn viên
- Rōki Sasaki: cầu thủ bóng chày